# Diari di Hitler

Il logo del periodico Stern

I diari di Hitler (in ted. Hitler-Tagebücher) sono un falso storico che diede luogo alla pubblicazione di 60 volumi di un diario attribuito ad Adolf Hitler nel 1983 sulla popolare rivista tedesca Stern. Si tratta di uno dei più grossi scandali nella storia della stampa tedesca che ha sconvolto la credibilità di storici e d'importanti giornali a livello mondiale.

## Storia

### Le notizie e le speculazioni

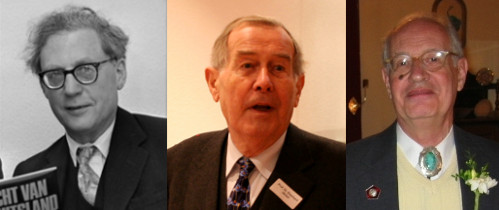
Hugh Trevor-Roper, Eberhard Jäckel e Gerhard Weinberg, i tre storici che inizialmente ritennero autentici i diari.

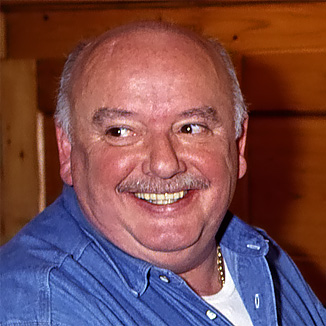
Konrad Kujau, l'autore dei falsi diari, nel 1992

Nell'aprile del 1983, nella sala mensa del settimanale Stern si dichiarò davanti a circa duecento giornalisti e ventisette troupe televisive che la rivista era entrata in possesso dei diari segreti del dittatore nazista Adolf Hitler: a scoprirli era stato il giornalista Gerd Heidemann, che non si trovava in una situazione economicamente felice, forse a causa dell'incauto acquisto della barca precedentemente appartenuta a Hermann Göring. Heidemann sosteneva di averli acquistati pochi esemplari alla volta dal pittore Konrad Kujau per la cifra di 9,3 milioni di marchi. Secondo la testimonianza di quest'ultimo, i preziosi diari facevano parte di un gruppo di documenti recuperati dalla carcassa di un Junkers Ju 352 precipitato poco prima della fine della seconda guerra mondiale, nell'aprile 1945, durante l'operazione Seraglio a Börnersdorf, presso Dresda, che nel 1983 faceva parte della Repubblica Democratica Tedesca (DDR).
I 60 volumi dei diari segreti di Hitler, che coprivano gli anni dal 1932 al 1945, furono presentati il 1º aprile 1983 allo scrittore ed esperto ricercatore Hugh Trevor-Roper, autore dell'importante libro Gli ultimi giorni di Hitler e direttore nazionale indipendente del Times dal 1974. Colin Webb, il vicedirettore del Times, gli rivelò che la rivista tedesca Stern era entrata in possesso di quella preziosa documentazione, sebbene nessuno dei fedelissimi di Hitler ne fosse a conoscenza. L'8 aprile Trevor-Roper si recò presso la Handelsbank di Zurigo, che custodiva i diari, per incontrare i tre incaricati della rivista Stern che fornirono spiegazioni sulla loro origine. In seguito alle analisi grafologiche e dopo averli sottoposti al giudizio di alcuni dei maggiori studiosi del periodo, tra cui il professore di storia all'Università di Stoccarda Eberhard Jäckel e lo storico Gerhard Weinberg, si iniziò a pensare che fossero effettivamente scritti dallo stesso Hitler.

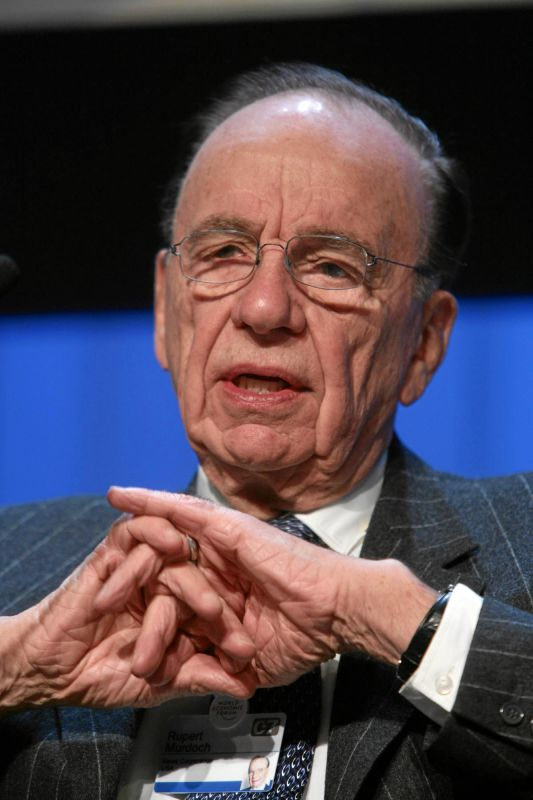
Rupert Murdoch, il proprietario del The Sunday Times, nel 2007.

Nel frattempo, la rivista Stern progettava di vendere i diritti di pubblicazione al Newsweek di New York e al Times di Londra, ma Rupert Murdoch, proprietario di quest'ultimo, offrì per l'esclusiva mondiale tre milioni di dollari nel giro di 24 ore. La stampa mondiale, venuta a conoscenza del fatto, divenne sempre più attratta dalla novità e il giro d'affari aumentò giorno dopo giorno. Nel corso di una conferenza stampa tenutasi il 25 aprile 1983, tutti e tre gli storici interpellati dichiararono autentici i diari, in particolare Hugh Trevor-Roper nella sua autenticazione affermò:

### Lo scandalo

L'errore del monogramma

Nonostante l'iniziale notizia che sorprese il mondo intero, dopo nemmeno due settimane, ovvero il 4 maggio, furono date 4 copie al laboratorio della polizia scientifica dell'Archivio federale (Bundesarchiv) e altre 11 ad alcuni specialisti svizzeri di San Gallo. Già il 6 maggio vi fu un comunicato ufficiale in cui si annunciava la falsità dei diari dopo un'analisi forense rigorosa, non eseguita in precedenza.
L'analisi chimica dell'inchiostro e della carta, e la presenza di poliestere realizzato solamente dopo il 1953, provarono che entrambi risalivano sicuramente a un periodo successivo alla seconda guerra mondiale, e quindi non erano compatibili storicamente. Inoltre dimostrarono che era stato utilizzato materiale scadente prodotto a Hong Kong e acquistato nei negozi di Berlino a prezzi stracciati. Infine anche il contenuto dei diari era assai banale o comunque facilmente riconducibile a fonti bibliografiche già esistenti all'epoca della scrittura dei diari, come ad esempio i Discorsi e proclami di Hitler, un'opera di Max Domarus del 1962. Il contenuto dei diari era stato in larga parte copiato dai testi dei discorsi pubblici del Führer, con l'aggiunta di commenti "personali". Oltretutto, Kujau in passato aveva guadagnato parecchio realizzando copie di quadri di Hitler ed era diventato molto abile nell'imitarne la calligrafia. Infine, un più accurato esame portò alla luce svariate inesattezze storiche e mostrò che lo stile della scrittura corrispondeva solo superficialmente a quello di Hitler. Uno dei dettagli più grotteschi era il monogramma sulla copertina errato, infatti vi era "FH" invece di "AH", le vere iniziali del nome di Hitler; a completamento di ciò, il monogramma era di plastica.
Venne quindi annunciata un'altra conferenza stampa per rendere nota la prossima pubblicazione, dove Trevor-Roper annunciava che dopo una più attenta riflessione aveva cambiato idea e anche altri illustri personaggi, tra cui giornalisti e storici, fino a quel momento impeccabili professionisti, sollevavano domande sulla loro validità; tutti furono trascinati dall'euforia della notizia che ha dato vita allo scandalo. A parziale discolpa di Trevor-Roper, vi era la sua incapacità di capire il tedesco scritto, poiché non era in grado di comprendere i caratteri arcaici utilizzati per la scrittura dei diari.
L'autore dei falsi diari attribuiti a Adolf Hitler è Konrad Kujau (alias Konrad Fischer, Peter Fischer oppure ancora Heinz Fischer) nato nel 1938 a Löbau, in Sassonia, che in breve diventò un personaggio popolare nonostante la sua condanna a quattro anni e sei mesi di reclusione.

### Epilogo
Travolti dallo scandalo, Peter Koch e Felix Schmidt, i capi redattori di Stern, si dimisero. Kujau e Heidemann vennero invece arrestati e processati per frode e poi condannati nel luglio 1985, il primo a 4 anni e sei mesi mentre il secondo a 4 anni e otto mesi. Avendo confessato subito di aver scritto egli stesso i falsi diari, Kujau ottenne una condanna relativamente mite e, una volta scarcerato, sfruttò la notorietà acquisita per la vicenda guadagnando una discreta fortuna.
Heidemann, al contrario, venne trattato più duramente. La corte era giunta alla conclusione che una parte dei circa 10 milioni pagati da Stern non fosse stata trasmessa a Kujau, ma fosse stata indebitamente intascata dallo stesso Heidemann: la sua ostinazione nel negarlo venne considerata un'aggravante. Gli eredi di Kujau, morto nel 2000, hanno ammesso che questa accusa contro Heidemann non era fondata, come provano delle registrazioni di telefonate che a Heidemann non fu permesso presentare al processo: su questo si preparò quindi un processo di revisione della sentenza. In totale, alla fine dello scandalo, ben 4 milioni di dollari erano stati persi.

### Curiosità
Il prestigio accademico dello storico Hugh Trevor-Roper rimase assai appannato a seguito del clamoroso inganno cui, seppure involontariamente, aveva dato il suo avallo. Come ebbe a confessare in seguito, probabilmente il pensiero di potere, grazie a quei diari, realizzare il sogno di qualsiasi storico del nazismo, quello di riuscire a spiegare una volta per tutte la personalità del dittatore nazista, gli aveva fatto abbandonare la cautela necessaria in questi casi.
L'ultimo volume dei falsi diari di Hitler è stato acquistato a un'asta a Berlino il 23 aprile 2004 da un anonimo compratore per la cifra di 6 500 euro.

## Opere sulla vicenda

### Cinema
- Selling Hitler, regia di Alastair Reid (1991)
- Schtonk!, regia di Helmut Dietl (1992)[25]

### Serie tv
- Faking Hitler, regia di Toni Baumann e Wolfgang Groos (2021)

### Libri
- I diari di Hitler, di Robert Harris (2002)
- Con trucco e con inganno. La vera storia dei falsi diari di Hitler, di Giorgio Galli e Luigi Sanvito (2012)